# 資格
資格（しかく、英: certification）とは、ある行為を行うために必要もしくは相応しいとされる地位や立場や、組織内での地位、または仕事として任務に就くために必要な条件のことである。
本項では個人の能力評価制度としての資格制度について解説する。なお、欧米では教育と職業訓練の融合の結果、日本でいう「資格」よりも広い “qualification” が使われており、経済協力開発機構（OECD）では “qualification” を「評価・認定プロセスの公式結果（認定証・修了証書・称号）であり、ある個人が所定の基準に沿った学習成果を達成、及び特定の業務分野において働くために必要なコンピテンスを持ち、適格性のある機関が判断した場合に得られるもの。労働市場や、教育・訓練における学習成果の価値についても公式の承認を与えるものであり、ある業務を行う上での法的な資格となる場合もある」と定義している。

## 日本における資格制度
日本における公的資格制度は、「国民の権利と安全や衛生の確保、取引の適正化、資格者のモラル向上等のため、厳格な法的規律に服する資格者が存在し安心できるサービスを国民に提供すること」を目的として、「国民の権利と安全や衛生の確保、取引の適正化等のために設けられてきた」とされる。しかし、学校教育と深く関連付けられていたり、国家の統一的な基準により整備されていたりするわけでもないため、対象領域・種類や等級・取得ルートの各側面において極めて多様性の高い様相を呈しており、その役割を説明することは容易ではない。
日本における資格は、国家資格・公的資格・民間資格などに分類される。

### 国家資格
日本における国家資格とは、国の制度に基づいて、各種分野における個人の能力、知識が判定され、特定の職業に従事しうることを証明するものである。また、政策科学研究所 2004, pp. 132–133は、「資格の制度に法的な裏付けが存在し、根拠法に資格付与方法・資格付与基準についての明確な記述があり、中央省庁または都道府県レベルの地方自治体が所管する資格」が該当すると定義している。
国家資格は、慣例的に業務独占資格・必置資格・名称独占資格の3類型に分類される。
資格によっては年齢、学歴、実務経験等による制限が課されることもある。
なお、試験の運営や免許・資格証の発行等の事務的事項は、法に基づきその実施を義務付けられた（または権限を委託された）地方公共団体や民間団体などが所管することもあるが、それにより国家資格でなくなるということはない。
資格の付与についての法律上の用語は一定しておらず、「免許」「許可」などの用語が使用されるが、行政法学上は「許可」「公証」などに該当する。
特別教育や技能講習を受けることにより、資格が取得できるものもある。機械装置などの運転や特定の作業に関するものが多い。

#### 業務独占資格
業務独占資格とは、その資格を有する者でなければ携わることを禁じられている業務を、独占的に行うことができる資格をいう。
一部は行政法学上の「許可」に該当し、一般人には禁止されている行為を特に行うことが許されるものがある（建築士、薬剤師）。また、業として行うことのみが禁止されている行為を許されるものもある（医師、弁護士など）。
主な業務独占資格
- 公認会計士
- 弁護士
- 税理士
- 医師
- 歯科医師
- 弁理士
- 一級建築士
- 不動産鑑定士
- 行政書士
- 司法書士
- 土地家屋調査士
- 社会保険労務士
- 薬剤師
- 獣医師
- 計量士
- 海事代理士
- 測量士

#### 名称独占資格
資格取得者以外の者にその資格の名称（資格名）の利用が日本の法令で禁止されている資格をいう。
ただし、名称独占を定める法令の規定は業務独占を定める法令の規定と同じく「警察目的」によるものであり、「有資格者であることの詐称」を禁止するものであって、国会等による「立法の内容」を制限するものではない。
なお、相互に類似する名称の資格を規定する代表的な根拠法を例にとると、概ね以下の関係が見いだせる。
1. ある法律により名称独占とされる資格名と類似する資格名をもつ資格を他の法律により設けることは、立法裁量に属する事項である（例として技術士（技術士法第1条・第2条）と技能士（職業能力開発促進法第50条）、弁護士（日本国憲法第77条第1項及び弁護士法第1条・第3条）と弁理士（弁理士法第１条）など。）。
2. ある法律により名称独占とされた資格名の全部または一部を、他の法律により別の資格名の一部として用いることも、立法裁量に属する事項である（例として外国法事務弁護士（外国弁護士による法律事務の取扱い等に関する法律第2条第4号）と弁護士（根拠法は前述）、陸上無線技術士（電波法第40条第1項第4号）と技術士（根拠法は前述）など。）。
3. 根拠法の制定時期の前後の順も、名称独占とは関係がない（例えば、外国弁護士による法律事務の取扱い等に関する法律の制定は1986（昭和61）年であり、弁護士法（現行法）の制定・施行は1949（昭和24）年である。）。
4. ただし、社会の混乱を防止する観点から、各々が別個の資格であることが資格名から容易に識別できるよう、実務上配慮されるべきである（上記の各資格は、国語上の意味合い及び各根拠法の目的により、その差異を判別可能である）

業務独占資格は名称独占資格でもあることが多いが、単に名称独占資格と言った場合には業務独占性のないものを指す。
主な名称独占資格
- 保育士
- 保健師
- 製菓衛生師
- 調理師
- 栄養士
- 技術士
- 技能士
- マンション管理士
- 情報処理安全確保支援士
- 全国通訳案内士
- 地域通訳案内士

#### 必置資格
ある事業を行う際に、その企業や事業所にて特定の資格保持者を必ず置かなければならないと日本の法律で定められている資格。業務独占資格が必置資格としての性質を併せ持つ場合もある。
主な必置資格
- クリーニング所のクリーニング師
- 美容所の管理美容師
- 理容所の管理理容師
- 保育所の保育士
- 建築士事務所の管理建築士
- エネルギー管理指定工場のエネルギー管理士

#### 試験・検定
国家資格は
- 狭義では上記の業務独占、名称独占、必置のいずれかの性質もしくは複数の性質に当てはまるものを指すが、広義では何らの独占権も与えられない試験、検定を含める場合がある[要出典]。

主な試験・検定
- 情報処理技術者試験[10]
- 労働安全コンサルタント試験[11]
- 労働衛生コンサルタント試験[11]
- 土地区画整理士技術検定[12]
- 中小企業診断士試験[13]
- 土地改良換地士資格試験[14]

### 公的資格
公的資格の意義については、確立された定義は存在しないが、「国家資格に準ずるもの」「試験は民間団体や公益法人が行うが、資格は官公庁から発行されるもの」などと定義されることがある。また、民間資格の中で、文部科学省や厚生労働省等の後援である場合、それを理由に民間資格が「公的資格」に位置付けられるわけではない。
主な公的資格
- 食品衛生責任者[注釈 6]
- ふぐ調理師（ふぐ処理師、ふぐ取扱者など）[注釈 7]
- 自衛消防技術試験[注釈 8]
- 防災センター要員[注釈 9]
- 農薬管理指導士（農薬適正使用アドバイザーなど）[注釈 10]
- 防火管理技能者[注釈 11]
- 被災建築物応急危険度判定士（応急危険度判定員など）[注釈 12]
- 除害施設等管理責任者（排水管理責任者、水質管理責任者など）[注釈 13]
- 東京都公害防止管理者[注釈 14]
- 被災宅地危険度判定士[注釈 15]
- 防災リーダー（防災士、防災マイスターなど）[注釈 16]
- 子育て支援コーディネーター（在宅育児支援専門員など）[注釈 17]
- 全経簿記能力検定[注釈 18]

### 民間資格
民間資格とは、民間団体等が自由に設定できる資格をいう。当該分野において一定の水準に達していることを証明することができる場合もあるが、就労のため必要となるものではない。
級別に水準を示す検定とするものもあるが、法令で規定されたものではない。
日商簿記検定や臨床心理士のような国が資格者の能力を認める資格（公的資格）、Cカードのような業界内で一定の能力が担保されていると認知される資格、民間企業が自社製品の操作や管理の技能を認定するベンダー資格、「資格商法」で与えられるような社会的な評価が低いもの、企業や団体が自社の活動のために従業員に対して付与するだけで社外では通用しない社内資格（内部資格）まで存在する。

### 国際資格
国際資格とは、一般的には日本国外に主催者がある資格で、その内容から日本国内においても社会的評価をしうる資格をいう。その資格は国家資格または民間資格に分類することができる。一部の資格試験は日本を含む複数の国においても試験が実施され、さらにその一部は試験問題が日本語化されているものがある。国家資格の場合、日本国内においても独占業務の全部または一部の業務が認められる場合がある。他方、民間資格の場合、独占業務は存在しないものの、多くの場合は商標登録で名称が保護されており、実質的に名称独占と言える。
国家資格の例としては、次のものが挙げられる。
- 他国における弁護士資格を有する者は、日本国内において登録を行うことで、外国法事務弁護士として活動をおこなうことができる。
- 米国公認会計士や米国税理士の資格を有する者は、日本国内においても米国会計基準や米国税法の有識者として評価される。
- 各国における登録技術者制度（en:Professional Engineer）を有する者のうち、豪州のChartered Professional Engineerを有する者は日本国内で技術士登録を受けることができる。
- 無線従事者のうち、総合無線通信士、海上無線通信士、航空無線通信士、およびアマチュア無線技士について、国際電気通信連合憲章や相互認証の二国間協定により、これらに相当する外国政府が発行する免状を受けた者は日本国内においても無線局を運用することができる。他方、日本法における無線従事者免状も日本国外で通用する。

民間資格の例としては、次のものが挙げられる。
- コンピュータ・IT分野におけるベンダー資格及びベンダーニュートラル資格
- 会計における内部監査に関する資格
- 国際標準化機構(ISO)標準規格認証における外部監査(審査)に関する資格

### 資格に関する詐欺的商法
資格取得のための教材等販売に関して、強引な手法や虚偽のセールストークが用いられたりすることがあり、悪質商法の被害が激増しているため、注意が呼びかけられている。

## 欧州における資格制度

### 欧州資格枠組み（EQF）
欧米では教育と職業訓練の融合が進み、このうち欧州では各国の全てのレベル・職種について、資格保有者がどのようなレベルの知識やスキル、能力（コンピテンス）を有するか比較可能にするため欧州資格枠組み（EQF：European Qualifications Framework）が導入されている。

### ドイツ
ドイツにおいては、職業資格の取得は学校教育と高度に結びついている。
資格制度のうち職業資格の認定試験は、各地の職能団体（商工会議所、手工業会議所等）が実施している。
ドイツには約3万の職種があるが、2010年時点で「デュアルシステム職業訓練資格」（初期職業訓練資格）で実施されている公認訓練職種は348職種である。これらには金属加工や電気工のようなブルーカラー職種だけでなく、情報技術やホテル、貿易などのホワイトカラー職種も多い。
一方、手工業マイスターの職種は2003年の手工業法（HwO）改正で41職種となり（改正前は94職種）、これらの独立開業にはマイスター資格が必要である。手工業マイスター資格は生涯通用する資格で、手工業会議所の試験委員会が試験実施機関となっており、1.受験職種における専門実技試験、2.受験職種における専門理論試験、3.経営学、商学、法学、4.業教育学、教育学、労働教育学を試験内容としている。
手工業マイスター資格のある職種（41職種）
- 左官・コンクリート職人
- 暖炉・暖房職人
- 大工
- 屋根ふき職人
- 道路工事職人
- 断熱・不凍・防音職人
- ポンプ職人
- 石工・石彫刻師
- 漆喰工
- 塗装工
- 足場けた組み職人
- 煙突掃除職人
- 金属工
- 外科用機械士
- 車体・車両製造業者
- 精密機械製造業者
- 二輪車機械士
- 冷却装置製造業者
- 情報技術者
- 自動車技師
- 農業用機械技師
- ソケット製造業者
- 板金工
- 設備工・暖房装置製造業者
- 電気技術者
- 電気機械技師
- 家具職人
- ボート・船製造業者
- ロープ作り職人
- パン職人
- 製菓・ケーキ職人
- 食肉加工販売業者
- 眼科光学機器専門家
- 補聴器音響専門家
- 整形外科技師
- 整形外科用靴職人
- 歯科技工師
- 理美容師
- ガラス職人
- ガラス吹き・ガラス機器製造業者
- 加硫工・タイヤ技術者

手工業マイスターに対して、大企業（従業員300人以上）を対象とする工業マイスター制度があり、商工会議所の試験委員会が試験実施機関となっており、1.全職種共通の試験、2.職種別専門試験、3.職業教育学、教育学、労働教育学を試験内容としている（手工業マイスターとは異なり、資格は企業内に当該ポジションがある場合にのみ通用する）。

### フランス
フランスでは職業資格と学位免状について、1969年に導入された職業能力水準分類表（Nomenclature des niveaux de formation）と職業教育訓練分野分類表（Nomenclature des spécialites de formation）により分類され、全国職業資格総覧（Répertoire national des certifications professionnelles：RNCP）に登録されている。
フランスでは職業資格の大半が国家資格で、各省庁がその管轄する業務の職業資格を設定している。1990年代になり業界団体が業種単位で独自の資格を設定する職業資格証明書（Certificat de qualification professionnelle：CQP）の制度が認められた。CQPはそのままでは業界内でしか認められないが、全国職業資格総覧（RNCP）に登録されると他業界においても通用するほか、地域や国から訓練に対する補助金が得られやすくなる。
全国職業資格総覧（RNCP）の管理は、職業資格認定全国委員会（Commission Nationale de la Certification Professionnelle：CNCP）が行っており、委員の任期は5年で各省庁の代表、労使の主な団体の代表、商工農会議所の代表、地域の代表、専門家等で構成される。
RNCPに登録される資格には無条件登録資格（enregistrement de droit）と申請後登録資格（enregistrement sur demande）がある。
無条件登録資格は、職業審議委員会（Commissions professionnelles consultatives：CPC）が設置されている省庁（教育省、国民教育研究省、雇用省、農務水産省、青少年スポーツ省、社会活動総局、健康省）にのみ認められており、これらの省庁が交付する資格は無条件でRNCPに登録される。
申請後登録資格は、業界団体が交付する職業資格証明書（CQP）、訓練機関や商工会議所独自の資格、職業審議委員会を保持しない省庁の交付する資格などで、これらは職業資格認定全国委員会（CNCP）の分科委員会で審議し、職業能力開発担当大臣がRNCPへの登録を最終決定する。
なお、職業資格の最高水準に設定される技師資格（CTI）については、公的機関である技師資格委員会（Commission des titres d'ingénieur）の認証を要する。

### イギリス
イギリスにおいては、職業資格の制度は国家による統一的な基準に基づいて整備されている。
1997年に既存の職業資格のレベルを表にして教育資格と比較した全国資格枠組み (National Qualification Framework: NQF)が設定され、2009年の資格・単位枠組み（QCF）の導入により、NQF 資格とQCF資格に分けられた。
資格分類について資格・試験監査機関（Office of Qualifications and Examinations Regulation: Ofqual）は以下の15分野に分類しているが、Ofqualは教育や一般資格の監査も行うため産業分野以外のものも含まれている。
- 保健、公共サービス、介護
- 科学、数学
- 農業、園芸、動物の世話
- 機械及び生産テクノロジー
- 土木、設計及び建造環境
- 情報伝達テクノロジー
- 小売、商業活動
- レジャー、旅行、観光
- 芸術、マスコミ、出版
- 歴史、哲学、神学
- 社会科学
- 外国語、文学、文化
- 教育訓練
- ライフ・ワーク準備
- ビジネス、経営、財政、法律

資格授与機関（Awarding Organisations）が資格・試験監査機関（Ofqual）に申請して認可を受けると管理対象資格（認可資格、Regulated Qualifications）として登録される。認可資格には一般資格（Vocational Qualifications）と上級資格（Higher Qualifications）があり、資格の種類ごとにレベルが分けて設定されている。
資格授与機関は資格の作成と授与に責任をもつ機関で、総合資格授与機関と産業分野専門の資格授与機関があり、後者は環境衛生協会（CIEH）、保険・財政サービス専門家協会（CII）、マネジメント専門協会（CMI）など専門分野別の協会である。
資格の設定に資格・試験監査機関（Ofqual）の認可が必要なわけではないが、資格の品質を証明するものと考えられており、認可を受けていない資格は訓練や評価に政府からの財政援助を受けることができない。なお、資格授与機関は資格取得のための訓練や個々の訓練生の評価を行う機関ではない。